# Ecologisch Reservaat Hare Bay Islands
Het Ecologisch Reservaat Hare Bay Islands (Engels: Hare Bay Islands Ecological Reserve) is een natuurreservaat in de Canadese provincie Newfoundland en Labrador. Het natuurgebied bestaat uit drie onbewoonde eilanden en hun omliggende wateren in het zuidwesten van Hare Bay, een grote baai in het uiterste noorden van het eiland Newfoundland. Het beschermde gebied heeft een oppervlakte van 31 km², waarvan de eilanden zelf 5 km² innemen en het water eromheen goed is voor 26 km².
Brent, Gilliat en Spring Island werden door de provincieoverheid reeds in 1964 beschermd vanwege hun groot belang als broedplaats voor de eider, een gevoelige eendensoort. Het Ecologisch Reservaat Hare Bay Islands heeft ook belang als rijke vindplaats van fossielen uit het Ordovicium.

## Geografie

### Ligging en beschrijving
Het ecologisch reservaat bestaat uit drie eilanden in het zuidwesten van Hare Bay: Brent Island, Gilliat Island en Spring Island. De oostkust van het Great Northern Peninsula is erg dunbevolkt en langsheen de kust van de grote baai liggen dan ook maar twee dorpen. Het vissersdorpje Main Brook, dat minder dan 250 inwoners telt, is het enige in de directe nabijheid. Het ligt ruim 6 km ten zuidwesten van Gilliat Island en bijna 8 km ten zuidzuidwesten van Brent Island; twee eilanden die vissers moeten passeren als ze met hun schip de open zee willen bereiken. Het nog kleinere vissersdorp Goose Cove East ligt al meer dan 15 km ten noordoosten van Spring Island, aan de andere kant van de baai. De haven van St. Anthony, dat met zijn 2.400 inwoners bij verre de grootste gemeente in de wijde regio is, ligt op een vaarafstand van minder dan 40 km van alle drie de eilanden.
Brent Island, het meest noordelijke van de drie, is met een oppervlakte van circa 4,6 km² bij verre het grootste. Soms wordt er ook naar verwezen als "Brent Islands", aangezien het eigenlijk een quasi-eiland betreft. Het noordelijke en zuidelijke deel worden immers bij hoogtij door minstens 100 meter aan water gescheiden. Bij laagtij worden beide delen tot één geheel verenigd door het blootliggende zand. Ten zuiden van Brent Island liggen nog zo'n vijftien eilanden, waarvan enkel het kleine en 2,5 km verder gelegen Gilliat Island (circa 0,15 km²) bij het reservaat hoort. Zeven kilometer ten oostzuidoosten van Brent Island ligt ten laatste nog Spring Island (circa 0,25 km²), dat in een minder eilandrijk deel van de baai ligt. Alle drie de eilanden zijn rotsachtig, waardoor de begroeiing zich beperkt tot struikgewas.
Naast deze drie eilanden zelf geniet ook het water in een straal van 1 km eromheen een beschermde status. Daardoor behoren heel wat rotsen en klippen rond Brent Island (en één grote rots ten zuiden van Spring Island) eveneens tot het ecological reserve. Doordat Brent, Gilliat en Spring Island allen meer dan 2 km uit elkaar liggen, raken de beschermde zones elkaar niet en bestaat het reservaat dus uit drie aparte stukken.

### Geologie en fossielen
Aan het oppervlak van Brent Island bevindt zich de zogenaamde Brent Island Limestone, een kalksteenformatie die ook op enkele andere plaatsen in het noorden van het Great Northern Peninsula aan het oppervlak ligt. Lithostratigrafisch onderzoek heeft uitgewezen dat deze kalksteen uit Vroeg-Ordovicium stamt, met name het Tremadocien en Floien. Mogelijks zijn er zelfs nog oudere Cambrische lagen. Het betreft voornamelijk goed ingebedde kalksteen en dolosteen, al komen ook hoornsteen en zelfs stromatolieten voor. De stenen zijn voor het overgrote deel zowel fossielhoudend als gebioturbeerd.
De belangrijkste Ordovicium-fossielen zijn die van meer dan 450 miljoen jaar oude zeeslakken. Uit diezelfde periode zijn op Brent Island ook verschillende fossielen van trilobieten en conodonten (Macerodus dianae) gevonden.

### Klimaat
Hare Bay is gelegen aan het noordelijke uiteinde van Newfoundland, een gebied dat onder invloed van de koude Labradorstroom staat. Er heerst een subarctisch klimaat (Köppen Dfc) met koele zomers en lange, koude winters. Bijgevolg bevindt er zich normaal gezien ieder jaar zee-ijs op de baai van december tot en met mei, waardoor de eilanden – door hun vrij geringe afstand tot de kust – soms zonder schip te bereiken zijn.

## Geschiedenis
Reeds in het jaar 1964 besloot de provinciale overheid van Newfoundland en Labrador om drie eilanden in de Hare Bay te erkennen als wildlife reserve om zo de fauna er wettelijk te beschermen. De drie relatief afgelegen eilanden die vanaf dan het Hare Bay Islands Wildlife Reserve vormden, fungeerden immers als belangrijke broedplaatsen van de eider. Op de zuidelijker gelegen en eveneens onbewoonde Fischot- en Grey-eilanden nestelen jaarlijks evenzeer eiders, maar zij kregen niet dezelfde hoge beschermingstatus. Nadat in 1983 de Wilderness and Ecological Reserves Act in voegen trad, werden de wildlife reserves geschrapt en kreeg het gebied officieel de status van ecological reserve (ecologisch reservaat).
Het gebied deed dienst als de belangrijkste locatie voor een provinciaal rehabilitatieprogramma voor eiders. Dit project, dat liep van 1988 tot 1996, omvatte ook een kweekproject van eiders in gevangenschap. Een telling op de twee kleine eilandjes in 2004 bracht aan het licht dat er toen aldaar 170 broedende paren waren.
In 2014 en 2015 vond er in het reservaat een groot project plaats met als doel het verbeteren van de broedhabitat van de eiders. Dit project stond onder toezicht van dr. Kathleen Blanchard van de non-profit Quebec-Labrador Foundation (QLF) en was in samenwerking met Ducks Unlimited en de White Bay Central Development Association. Stagiairs en personeel van de QLF bouwden onder meer 50 nestschuilplaatsen voor de eiders en verzamelden allerhande data. De QLF-stagiairs organiseerden in samenwerking met Intervale voorts educatieve vogelobservatieactiviteiten voor de schoolkinderen van Main Brook en werkten aan de totstandkoming van een educatief paneel omtrent eiderbescherming in datzelfde dorpje. Het betrekken van de lokale dorpsgemeenschap – en zeker de jeugd – achtten ze zeer belangrijk aangezien dit volgens hen "cruciaal is voor het succes van alle natuurbeschermingsinspanningen".

## Fauna

### Vogels
De provinciale overheid richtte het reservaat van de Hare Bay Islands specifiek op ter bescherming vanwege hun belang als broedlocatie van de eider. De eider, die ook bekendstaat als de eidereend, is een vogel uit de familie der eendachtigen (Anatidae). Volgens de Rode lijst van de International Union for Conservation of Nature and Natural Resources (IUCN) is de status van de vogelsoort "gevoelig". De algemene achteruitgang van deze soort heeft onder andere te maken met de jacht, waardoor beschermde gebieden zoals dat in Hare Bay belangrijk zijn. Ook in de wintermaanden spenderen grote groepen eiders hun tijd op en rond de eilanden. In 2004 werden op Gilliat en Spring Island, de twee kleine eilandjes, tezamen 170 nesten van deze vogelsoort geteld.
De eilanden van Newfoundlands Hare Bay dienen iedere zomer ook als uitvalsbasis voor een schare aan andere broedende zeevogelsoorten. Het betreft naast visdieven, noordse sterns en geoorde aalscholvers ook groepen van ringsnavelmeeuwen, Amerikaanse zilvermeeuwen en grote mantelmeeuwen. In beperkte mate komen ook de alk, de zwarte zeekoet en de gevoelige papegaaiduiker in het reservaat voor. Naast de eiderkolonie zijn vooral de kolonie van visdieven en de kolonie van noordse sterns uitzonderlijk, aangezien ze allebei tot de grootsten van de provincie behoren.

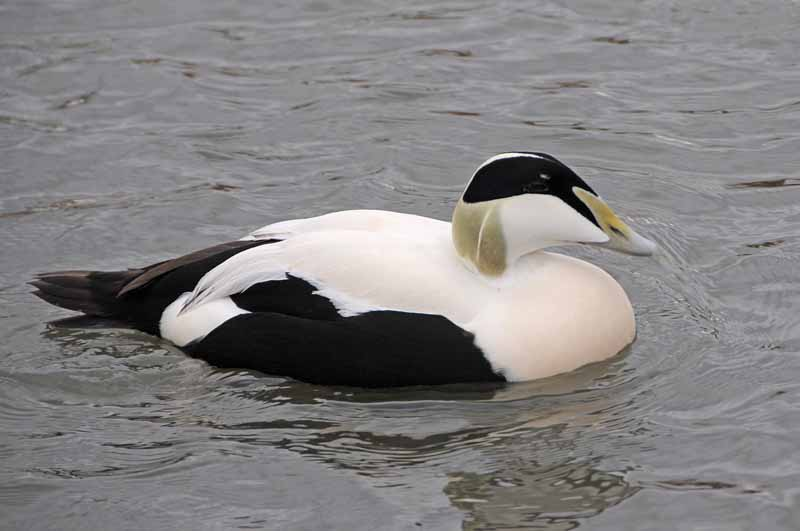
Een mannelijke eider in zijn zomerverenkleed
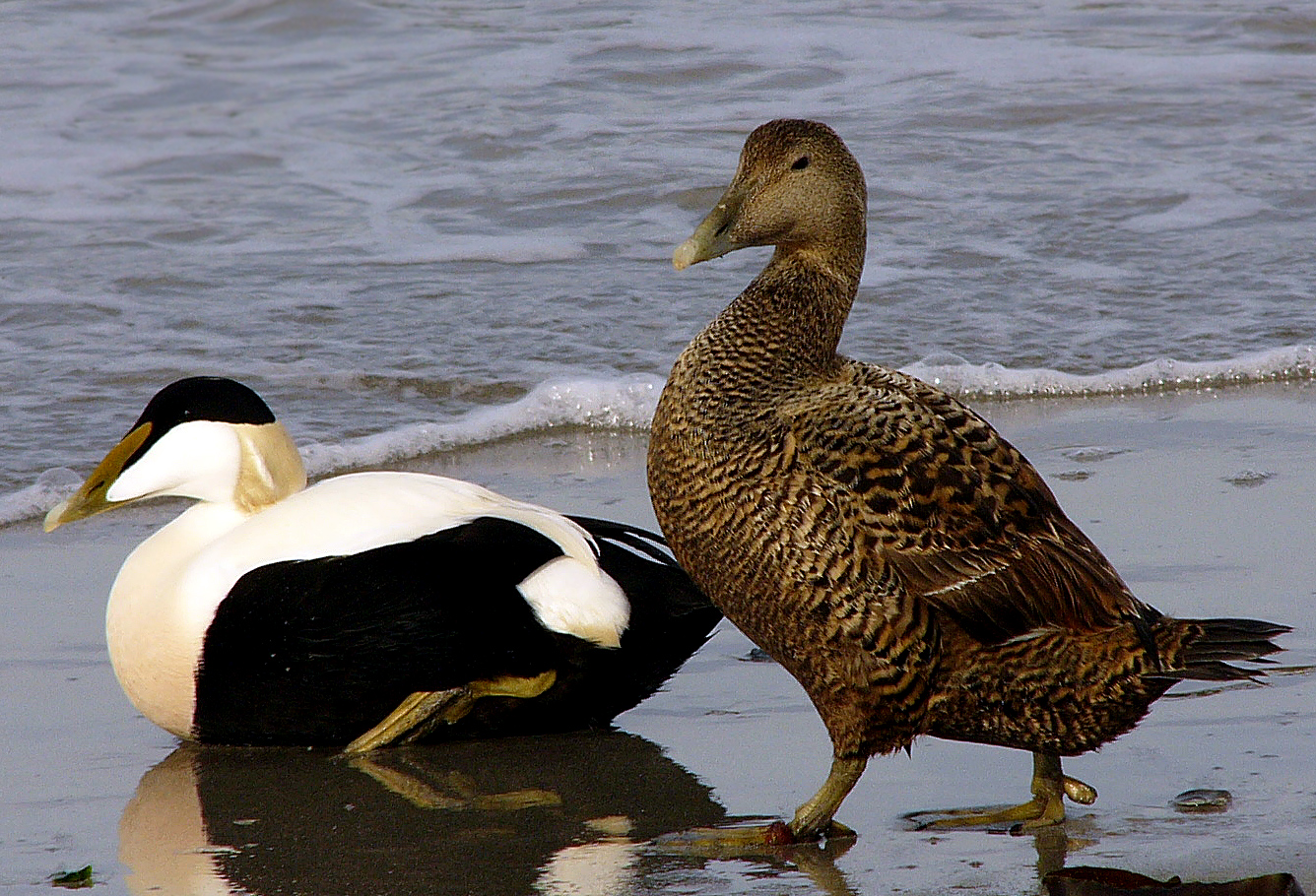
Een mannelijke (links) en vrouwelijke (rechts) eider op het strand
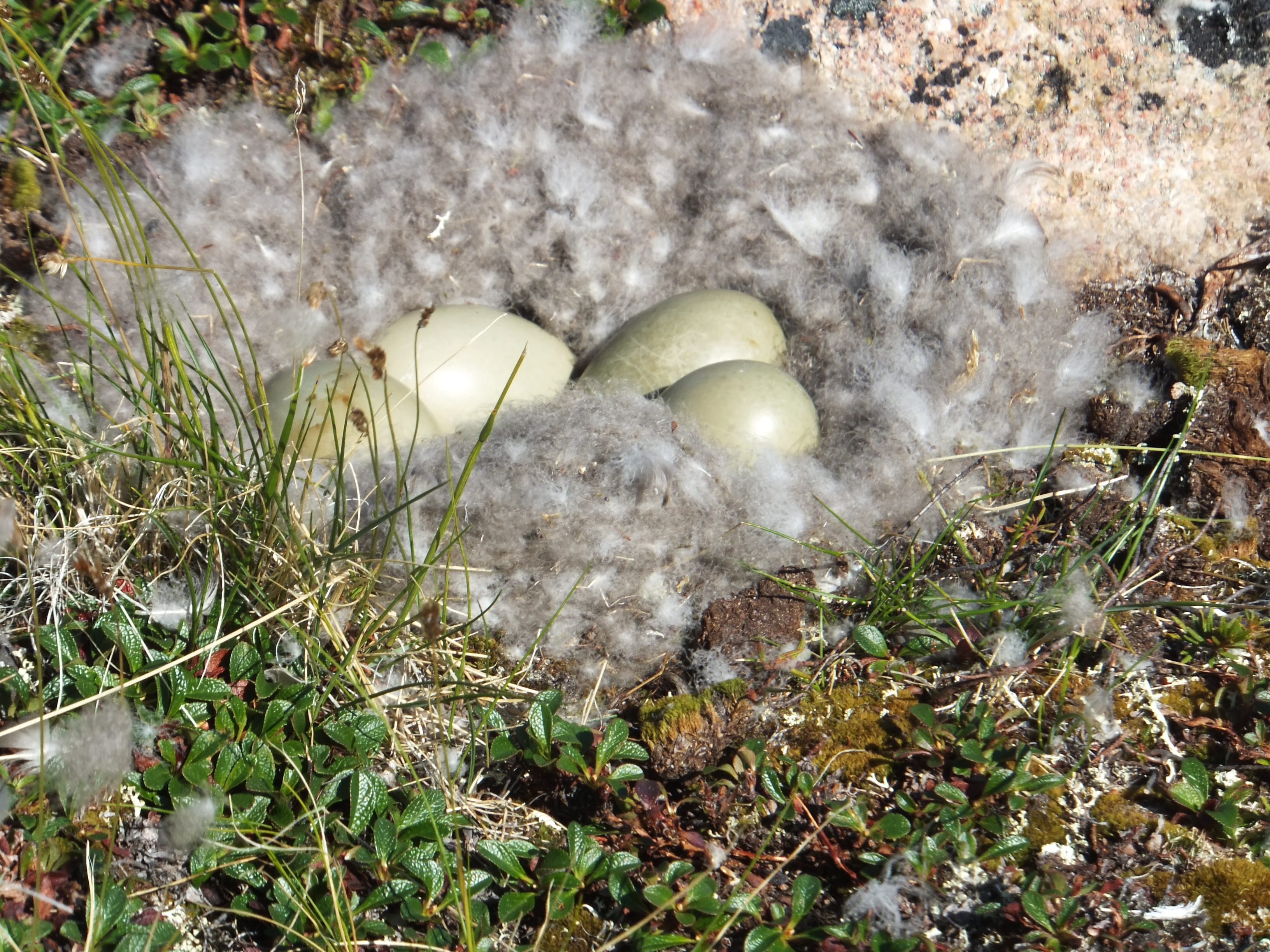
Een eidernest is voorzien van eiderdons van de moeder om de eieren warm te houden
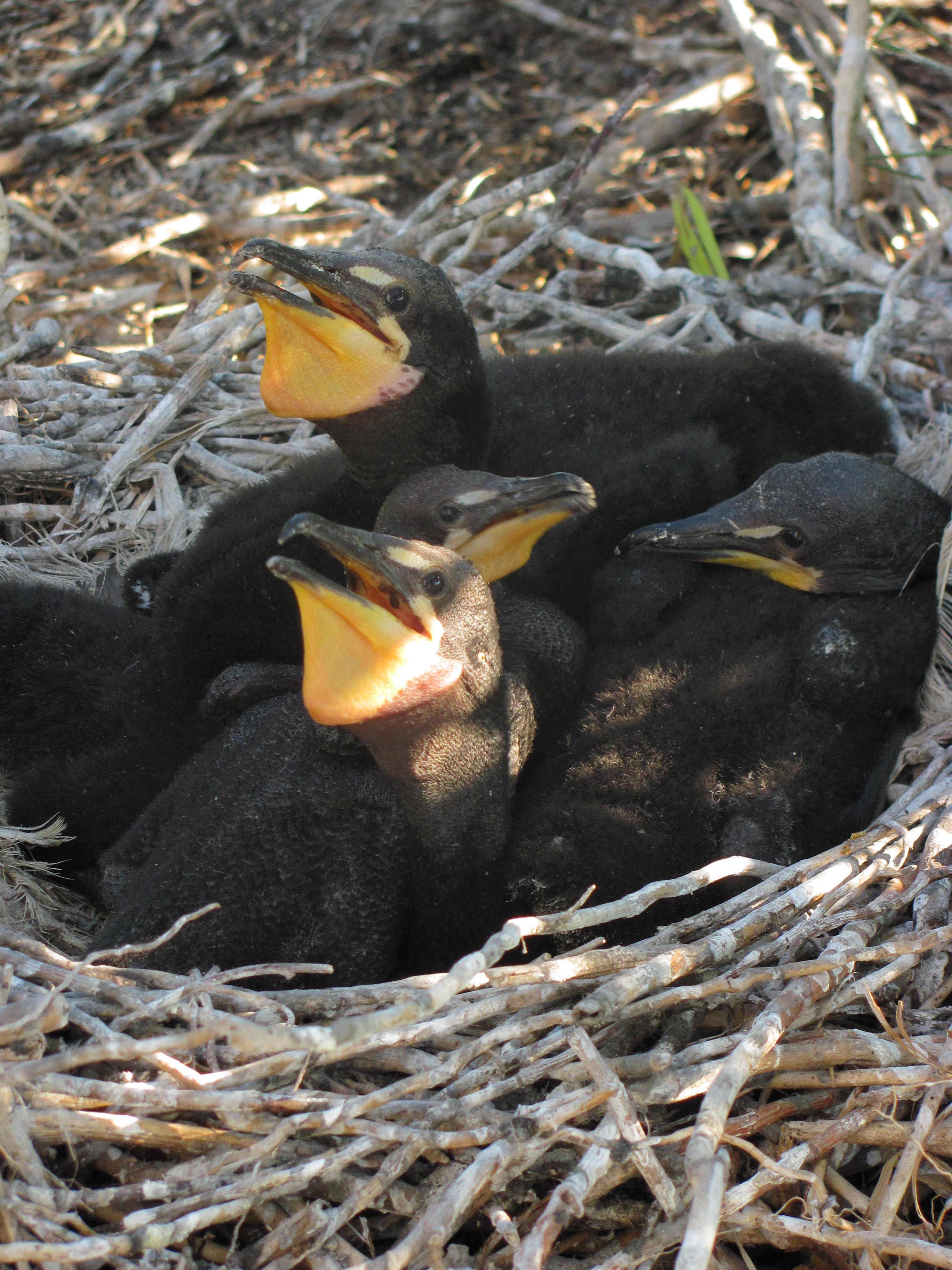
Een nest met vier kuikens van de geoorde aalscholver
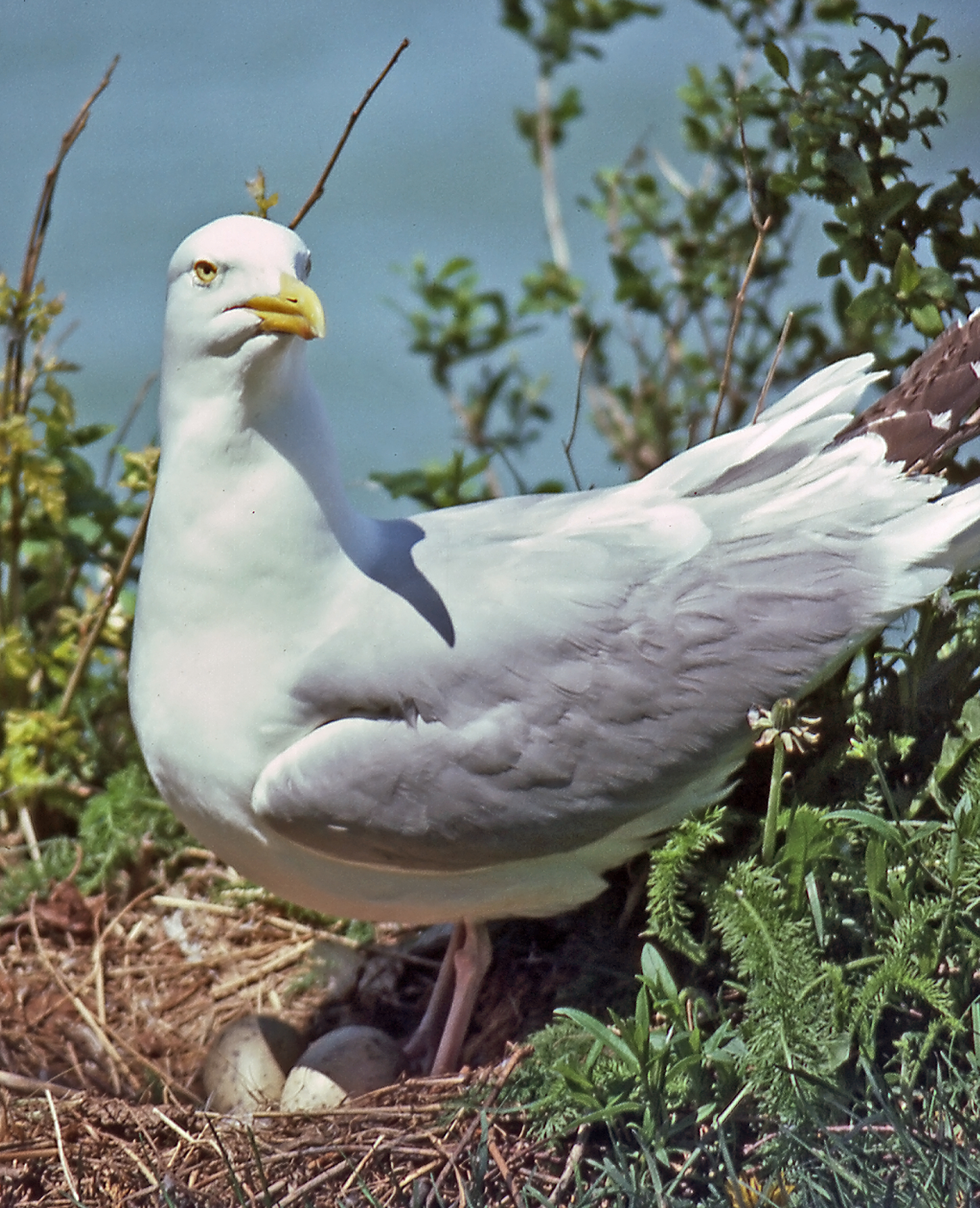
Een Amerikaanse zilvermeeuw die het nest bewaakt
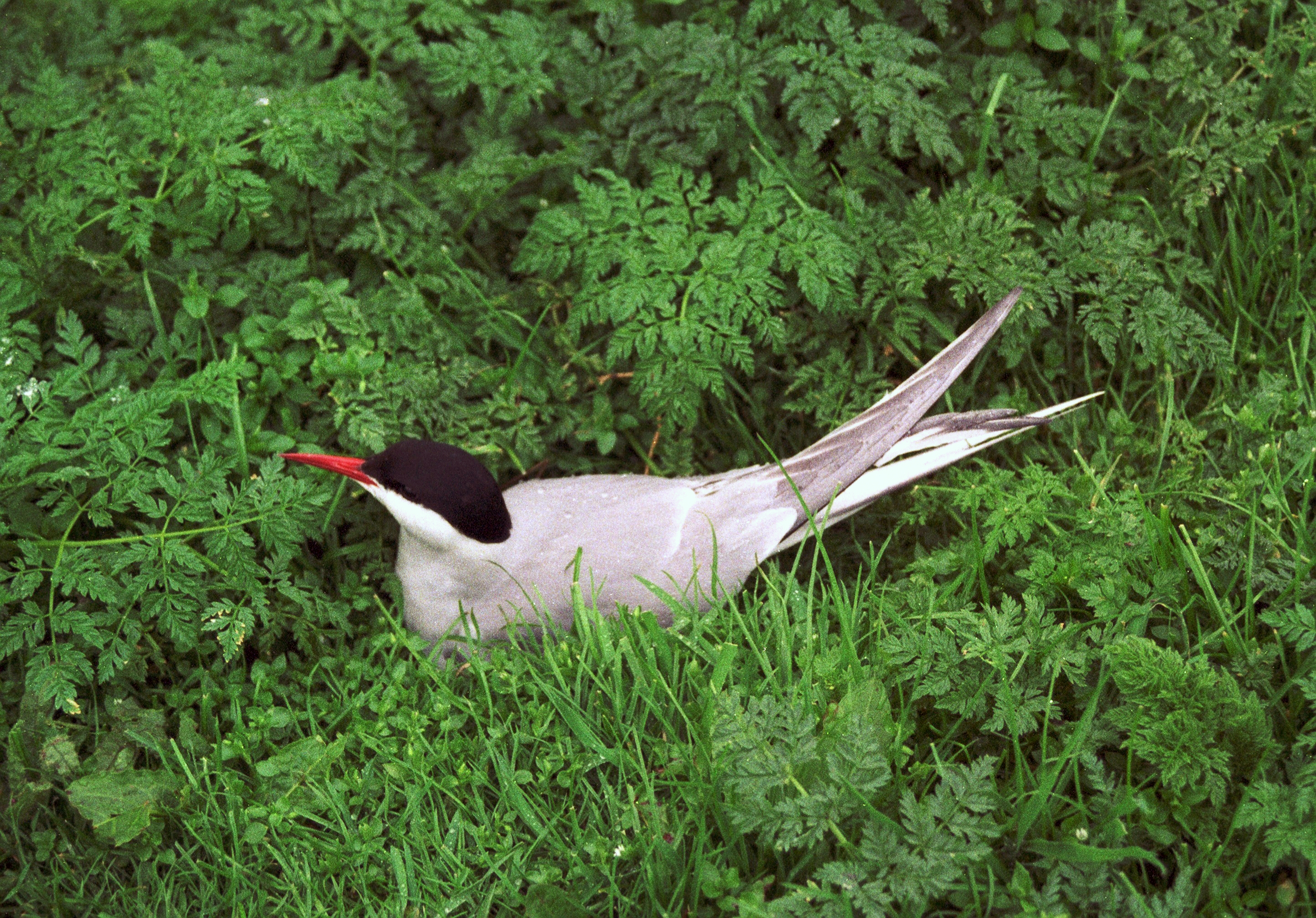
Noordse stern die broedt op een goed verscholen nest

### Andere fauna
De wateren van Hare Bay bevatten heel wat vissoorten, waarvan een groot aantal waarop door mensen commercieel gevist wordt. De voornaamste soorten die in de baai voorkomen zijn kabeljauw, Amerikaanse winterschol, snotolf, makreel, haring, trekzalm, Atlantische zalm en de bedreigde Amerikaanse paling. Commercieel onbelangrijke vissoorten die in de baai voorkomen zijn onder meer de driedoornige en tiendoornige stekelbaars.
Naast vissen zijn er ook een aantal zeezoogdierensoorten die in Hare Bay voorkomen, voornamelijk zeehonden, maar ook walvissen. Vooral de zadelrob is zeer sterk vertegenwoordigd, al worden er nu en dan ook ringelrobben, baardrobben, klapmutsen en grijze zeehonden waargenomen. Andere diersoorten die in de baai leven zijn zeekreeften, krabben (zoals Cancer irroratus), zee-egels en allerhande weekdieren zoals mossels, mantelschelpen, zeeslakken en pijlinktvissen.

## Bezoek
Brent, Gilliat en Spring Island zijn allen verboden te betreden door onbevoegden. Enkel wetenschappers kunnen, mits toestemming, de eilanden betreden om onderzoek te verrichten. Om effectief op de eilanden voet te mogen zetten, moeten ze minimaal drie weken op voorhand een aanvraag doen bij de Parks and Natural Areas Division van het provinciebestuur, waarna het Seabird Ecological Reserves Advisory Committee na controle al dan niet een vergunning verleent.  
Meer dan vier vijfde van het reservaat (26 km²) bestaat weliswaar uit zeewater, waar totaal andere regels gelden. Iedereen mag dat gedeelte per boot of schip betreden, zolang ze ten aanzien van de vogels voorzichtig zijn en ze niet storen. Er mag ook gevist worden, zowel door commerciële vissers als door recreanten. Vanwege het belang van de site zijn commerciële activiteiten – op visserij na – verboden. Vanaf het einde van de maand juli, nadat het broedseizoen afgelopen is, kunnen geïnteresseerden vanuit Main Brook wel een boottocht regelen om de vogels van nabij te zien.